# Оболенский, Сергей Сергеевич
Князь Сергей Сергеевич Оболенский (1908 год, Тифлис, Российская империя — 1980 год, Париж, Франция) — историк, редактор журнала «Возрождение», политик, участник движения Младороссов и французского «Сопротивления», профессор Русского института при Католическом университете в Париже, деятель Русского Зарубежья.

## Биография
Родился в старинной аристократической семье Оболенских.
С 1920 года — в эмиграции, жил в Венгрии и Германии.
В 1935 году бежал из нацистской Германии во Францию, преподавал в Русском институте при Католическом университете в Париже, участвовал в движении Младороссов, вступил во французское «Сопротивление».
В 1939 году опубликовал на французском языке, написанную в соавторстве с Пьером Бреги книгу «Украина — русская земля», переведена на английский в издательстве Хатчинсон, в которой утверждал, что целью Гитлера не была борьба с коммунизмом, а что «германскому плугу была нужна славянская земля».
С 1959 года — редактор журнала «Возрождение».
Похоронен на кладбище Сент-Женевьев-де-Буа.

## Семья
11 февраля 1940 года женился на Ирине Борисовне Ралль (1912—2007)
- сын: Александр (1947)
- дочь: Вера (1950)

## Труды
- Украина — русская земля
- Жанна — Божья Дева. — Париж: YMCA, 1988.; 2-е изд. Русская культура, 2013.
- Ведущий рубрики «Дела и люди» в «Возрождение».

Серия статей в газете «Русские новости»